# Szirmai Béla
Szirmai Béla (Pécs, 1931. február 7. – 2011. augusztus 7.) Erkel Ferenc-díjas (1975) magyar koreográfus, egyetemi tanár. A Ki mit tud? című tehetségkutató műsor zsűritagja volt.

## Életpályája
Szülei Szirmai Béla és Krivus Ilona voltak. Szülővárosában végezte alap- és középfokú iskoláit, itt ismerkedett meg a tánccal, még gimnazista korában, mint Regős cserkész a néptánc alapjait tanulta.
1948-ban az első magyarországi Néptáncfesztivál táncdöntőjébe került. Ugyanebben az időben hívta iskolájába Bártfai Márta művésznő, ahol a klasszikus balett és az orkesztika rendszerével ismerkedett.
1949-ben érettségizett a pécsi Nagy Lajos Gimnáziumban. Ugyanebben az évben, 18 évesen készítette élete első néptánc-koreográfiáját (saját ormánsági gyűjtésből), első színházi koreográfiáját (A Dohányon vett kapitány c. műben a Pécsi Nemzeti Színházban) és első revüjét a pécsi Diákszínházban.
1951–1955 között a Színház- és Filmművészeti Főiskola táncpedagógus szakán tanult. 1957-1958 között a KISZ Központi Művészegyüttes tánckarának vezetője volt. 1958–1974 között az Állami Artistaképző Intézet tanára volt. 1964-től a Színház- és Filmművészeti Főiskola  oktatója, 1990-től tanszékvezető egyetemi tanára volt. 1988-tól a Talentum Tánckar művészeti vezetőjeként dolgozott.

## Magánélete
1951-ben házasságot kötött Józan Mártával. Egy fiuk született, Béla (1952). 1965-ben házasságot kötött Kovács Máriával.

## Színházi koreográfiái
A Színházi Adattárban regisztrált bemutatóinak száma: 56.
| - Breznay–Kövesdi–Poós–Szenes: Pesti lemezek (1965) - Terry: Viet-rock (1968) - Behár György: Éjféli randevú (1969) - Móra Ferenc: Rab ember fiai (1970) - Ödön von Horváth: Mesél a bécsi erdő (1971) - Friedman: Átléptem a tegnapot (1972) - Frisch: Don Juan, avagy a geometria szerelme (1973) - Carlo Goldoni: Nyaralni mindenáron (1975) - Coster: Thyl Ulenspiegel (1976) - Garcia Lorca: Don Perlimplin és Belisa szerelme a kertben (1976) - Hill–Hawkins: Canterbury mesék (1976) - William Shakespeare: Tévedések vígjátéka (1977) - Gombrowicz: Operett (1978) - Fehér András: Orfeo szerelme (1979) - William Shakespeare: Julius Caesar (1979) - Kander–Ebb: Kabaré (1979) - Shaffer: Equus (1980) - Congreve: Szerelmet szerelemért (1980) - Kern: Komédiások hajója (1980) - Capek: Két fűszál a világ (1980) - Füst Milán: A sanda bohóc (1981) - Novák János: Lumpáciusz Vagabundusz vagy a három jómadár (1981) - Bolba Lajos: Csongor és Tünde (1981) | - Schubert–Berté: Három a kislány (1982) - Jékely Zoltán: Mátyás király juhásza (1982) - Cseres Tibor: Parázna szobrok (1982) - Thomas: Charley nénje (1982) - Leigh: La Mancha lovagja (1984) - Domokos Péter: Kell lenni valahol egy őshazának (1984) - Krúdy Gyula: A vörös postakocsi (1986) - Schönberg–Jeannot: A francia forradalom (1986) - Bart: Oliver (1986) - Szigligeti Ede: Liliomfi (1987) - Gozdsu Elek: Lepkék a kalapon (1987) - Hasek: Svejk, egy derék katona kalandjai a hátországban (1987) - William Shakespeare: A windsori víg nők (1987) - Jókai–Bőhm–Korcsmáros: A kőszívű ember fiai (1988–1989, 1991, 1993) - Feydeau: Osztrigás Mici (1988) - Maugham: Imádok férjhez menni (1988) - Hervé: Nebáncsvirág (1989) - Sobol: Gettó (1990) - Patrick: Teaház az Augusztusi Holdhoz (1990) - Erdélyi Mihály: Vedd le a kalapod a honvéd előtt! (1991) - Frenkó Zsolt: Jobb, mint otthon (1991) - Szép Ernő: Lila ákác (1992) - Hollier: Egy est megér egy Pestet? (1992) - Szabó Magda: Régimódi történet (1994) |

## Filmjei
- Le a cipővel! (1976)
- Karancsfalvi szökevények (1976)
- Fekete gyémántok (1976)
- Naftalin (1978)
- Tévedések vígjátéka (1979)
- Futrinka utca (1979)
- Tüzet viszek (1981)
- Mephisto (1981)
- Kegyenc (1983)
- A Lórán (1983)
- A revizor (1984)
- Omega, Omega, Omega (1984)
- Kaméliás hölgy (1986)
- Charley nénje (1986)
- Hivatása színész volt (1986)
- Ciprián mester (1987)
- Zenés TV Színház (1989)
- Egri csillagok
- Süsü, a sárkány

## Díjai, kitüntetései
- VIT-díj (1968)
- Kispestért Díj (2004)